# Récit de captivité

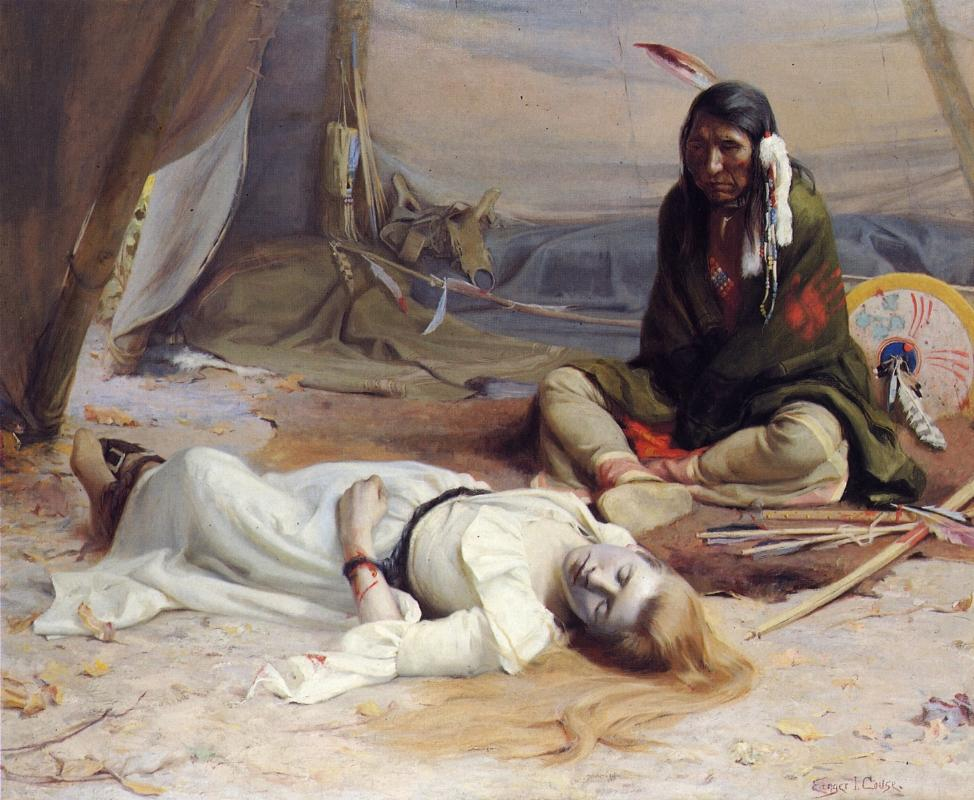
The Captive, tableau d'Eanger Irving Couse, 1891.

Le récit de captivité est un genre littéraire. Il s'agit d'un récit narrant une détention, souvent longue de plusieurs mois voire plusieurs années. Il s'agit la plupart du temps d'un récit autobiographique, où l'auteur raconte sa propre captivité. Ce genre est apparu dans l'empire britannique durant l'ère coloniale, et racontait des histoires d'Européens ou d'Européennes capturées par des populations considérées comme « barbares » ou « sauvages », c'est-à-dire originaires des pays colonisés. Les récits de captivité sont ensuite devenus très populaires aux États-Unis, où sont écrits de nombreuses histoires de capture par des « Indiens ». La capture par des « Barbaresques » était aussi un thème de fiction très apprécié.
On recense de nombreux récits de captivité à la suite de la Seconde Guerre mondiale, lorsque les rescapés des camps de concentration qui se décidaient à partager leur expérience publiaient leurs mémoires concernant leur captivité et leurs conditions de vie dans les camps.

## Exemples de récits de captivité
- The History of Maria Kittle (Ann Eliza Bleecker, T. & J. Swords, 1793), premier récit de captivité connu[3].
- La Traversée de la nuit (Geneviève de Gaulle-Anthonioz, Éditions du Seuil, 1998  (ISBN 2020516543), réédité dans la collection « Point Seuil »), où la nièce du général de Gaulle narre sa détention au camp de Ravensbrück pendant la Seconde Guerre mondiale.
- Même le silence a une fin (Ingrid Betancourt, éditions Gallimard, 2010  (ISBN 978-2-07-012664-4))

On retrouve également des récits de captivité au cinéma, comme le biopic Invincible réalisé par Angelina Jolie et sorti en 2014, qui s'inspire de la captivité de l'athlète américain Louis "Louie" Zamperini (1917-2014) aux mains des Japonais de 1943 à 1945.

### En anglais
- (en) Kendall Johnson, « Captivity Narratives », Oxford Bibliographies, Oxford University Press,‎ 25 février 2016 (DOI 10.1093/obo/9780199827251-0115, lire en ligne)
- Lorrayne Carroll, « Captivity Literature », dans The Oxford Handbook of Early American Literature, Oxford University Press, 6 mars 2008 (DOI 10.1093/oxfordhb/9780195187274.013.0007, lire en ligne)
- (en) Benjamin Mark Allen, Captivity, Past and Present: A Compendium of Observations and Interpretations, Cambridge Scholars Publishing, 2011 (ISBN 978-1-4438-2690-7)
- (en) The captivity narrative: enduring shackles and emancipating language of subjectivity, Cambridge Scholars, 2012 (ISBN 978-1-4438-3561-9)
- (en) Pauline Turner Strong, Captive selves, captivating others: the politics and poetics of colonial American captivity narratives, Westview Press, coll. « Institutional structures of feeling », 2008 (ISBN 978-0-8133-1665-9 et 978-0-7867-4215-8)
- (en) Teresa A. Toulouse, The captive's position: female narrative, male identity,and royal authority in colonial New England, University press of Pennsylvania, 2007 (ISBN 978-0-8122-3958-4)
- (en) Fernando Operé, Gustavo Pellón et Fernando Operé, Indian captivity in Spanish America: frontier narratives, Univ. of Virginia Press, 2008 (ISBN 978-0-8139-2587-5 et 978-0-8139-2586-8)
- (en) Kyhl Lyndgaard, Captivity literature and the environment: nineteenth-century American cross-cultural collaborations, Routledge, coll. « North American literature and the environment, 1600-1900 », 2017 (ISBN 978-1-317-08739-7, 978-1-315-59831-4 et 978-1-317-08738-0)
- (en) Heather Hillsburg, Urban Captivity Narratives: Women’s Writing After 9/11, Routledge, 30 juillet 2019 (ISBN 978-0-429-32523-6, DOI 10.4324/9780429325236, lire en ligne)
- (en) Piracy, slavery, and redemption: Barbary captivity narratives from early modern England, Columbia University Press, 2001 (ISBN 978-0-231-11904-7 et 978-0-231-11905-4)
- (en) Andrea Tinnemeyer, Identity politics of the captivity narrative after 1848, University of Nebraska press, 2006 (ISBN 978-0-8032-4400-9)